# Mallada tripunctatus
Mallada tripunctatus is een insect uit de familie van de gaasvliegen (Chrysopidae), die tot de orde netvleugeligen (Neuroptera) behoort. 
Mallada tripunctatus is voor het eerst wetenschappelijk beschreven door McLachlan in 1867.